# مابایا
مابایا یک شهر و کمون در آنگولا است که در استان اوییگه واقع شده‌است.